# فردریسیا
فردریسیا (به لاتین: Fredericia) یک شهر در دانمارک است که در Fredericia Municipality واقع شده‌است. فردریسیا ۳۹٬۹۲۲ نفر جمعیت دارد.

## خواهرخوانده
شهرهای هرفرد، کوکولا، کریستین‌سون، شولی و ایلولیسات خواهرخوانده‌های فردریسیا هستند.